# Accidente del DHC-6 Twin Otter en Indonesia de 2024
El 20 de octubre de 2024, un de Havilland Canada DHC-6 Twin Otter propiedad de Sam Air se estrelló en la aproximación final a la pista 27 en el aeropuerto Bumi Panua Pohuwato, en Indonesia, matando a sus cuatro ocupantes a bordo.

## Aeronave y tripulación
La aeronave era un de Havilland Canada DHC-6-S300 Twin Otter propiedad de Sam Air, la aeronave fabricada en 1980 poseía dos motores turbohélice Pratt & Whitney Canadá PT6A-27.
A bordo del DHC-6 Twin Otter había una tripulación conformada por 3 pilotos y un pasajero, el capitán era M. Saefu Rubi, el copiloto M. Artur FG, el ingeniero de vuelo Budi Janto y un pasajero llamado Sri Mayke Male eran los únicos a bordo. En el momento del accidente fueron trasladados al Centro de Salud Comunitario Motolohu, en Pohuwato dónde posteriormente fallecieron por la gravedad de sus heridas.

## Accidente
El Twin Otter con número de matrícula PK-SMH despegó del Aeropuerto Gorontalo-Jalaluddin a las 07:03 hora local, con rumbo hacia el Aeropuerto Bumi Panua Pohuwato, el vuelo tenía una hora estimada de llegada a las 07:33, el día del accidente las condiciones climáticas eran  nubladas. 
A las 7:22 hora local, el Twin Otter desapareció del radar del controlador aéreo. Luego, unas horas más tarde, pobladores locales habían encontrado los restos del avión en los pantanos de los alrededores de la pista 27 del Aeropuerto Bumi Panua Pohuwato, en la Provincia de Gorontalo.

## Investigación
Los investigadores del Comité Nacional de Investigación de Accidentes en Indonesia (KNKT) llegó al lugar del accidente acompañados de la Policía Nacional de la Provincia.